# Подгорное (Кременчугский район)
Подгорное (укр. Підгірне) — село, Белецковский сельский совет, Кременчугский район, Полтавская область, Украина.
Код КОАТУУ — 5322480405. Население по переписи 2001 года составляло 273 человека.

## Географическое положение
Село Подгорное находится в 3-х км от правого берега реки Днепр (Кременчугские плавни), примыкает к сёлам Белецковка и Маламовка. Рядом проходят автомобильная дорога М-22 (E 577) и железная дорога, станция Платформа 270 км.